# Bijan Allipour

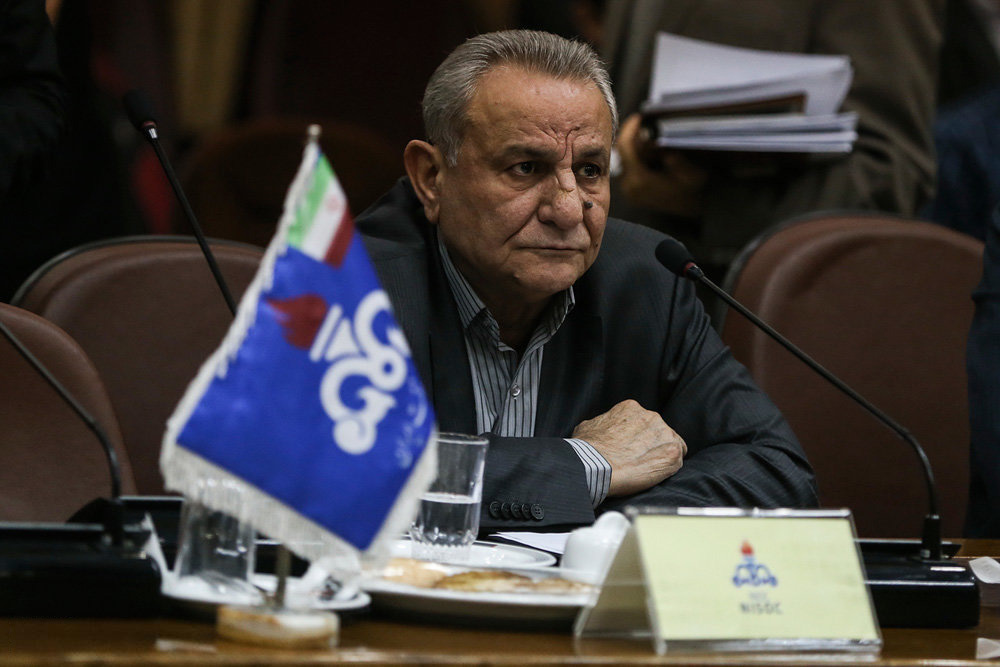
Bijan Allipour (2016)

Bijan Allipour (persisch بیژن عالیپور, DMG Bīžan-e ‘Ālīpūr; geboren 27. März 1949 in Masdsched Soleyman; gestorben 7. Dezember 2023) war ein iranischer Manager.
Allipour war Vorsitzender (Chairman) und CEO des iranischen Unternehmens National Iranian South Oil Company.
Er starb am 7. Dezember 2023 im Alter von 74 Jahren.